# Dmitrij Vladimirovič Belogolovcev
Dmitrij Vladimirovič Belogolovcev (in russo Дмитрий Владимирович Белоголовцев?; Leopoli, 28 novembre 1973) è un ex ballerino russo.

## Biografia
Dmitrij Belogolovcev ha studiato all'Accademia statale di coreografia di Mosca e, dopo il diploma nel 1995, ha danzato per tutta la carriera con il Balletto Bol'šoj, di cui è diventato primo ballerino. Nei suoi vent'anni con la compagnia ha danzato in molti ruoli coreografati da Jurij Grigorovič, tra cui l'uccello azzurro e il Principe Désiré ne La bella addormentata, l'eponimo protagonista in Spartak, Tebaldo e Romeo nel Romeo e Giulietta, Basilio in Don Chisciotte, Jean de Brienne in Raymonda, Solor ne La Bayadère e il principe nella Cenerentola.
Ha inoltre danzato in altri ruoli di rilievo in balletti di alcuni dei maggiori coreografi del XX secolo, tra cui Petruccio ne La bisbetica domata di John Cranko, Quasimodo in Notre Dame de Paris di Roland Petit, Teseo nel Sogno di una notte di mezza estate di John Neumeier e il fauno ne Il pomeriggio di un fauno di Jerome Robbins, per cui ha ricevuto una candidatura alla Maschera d'oro nel 2000. Nel 2003 invece è stato candidato al Prix Benois de la Danse per La leggenda dell'amore. Nel 2008 è stato proclamato Artista del popolo della Federazione Russa.